# 계손사
계손 사(季孫斯, ? ~ 기원전 492년)는 노나라 대부로, 계손씨의 영수다. 시호는 환(桓)으로 계환자다.

## 개요
계손사는 노나라 삼환, 계손, 맹손, 숙손씨 가운데 가장 세력이 강한 계손씨 가문의 수장이다. 일반적으로 그는 공자와 대립한다. 공자는 순장당할 뻔한 아이를 구하고, 제나라 경공과의 회동에서 입심으로 노나라가 잃은 땅을 찾고, 삼환의 영지에 있는 세 성을 허무는 일을 하였다. 이러한 일들이 계손사의 책략에 도중에 중단된다.‘계손사’의 계략으로 왕에게 버림받은 공자는 노나라를 떠나고 다른 나라로 10년 동안 방랑 생활을 했다.
공산불뉴는 삼환과 계손사의 전횡에 맞써 반란을 일으켰다. 영화에서는 부정적으로 인물로 그려지나, 실제 공자도 삼환도 전횡에 불만이 있어 공산불뉴가 초청했을 때 가려고 했다고 한다. 그러나 노나라 제자였던 맹의자, 남궁도 등의 만류 때문에 가지 않게 된다.
노 애공 3년(기원전 492년)에 죽어, 아들 계손비가 뒤를 이었다.

## 가정
- 계손의여 (아버지)
  - 계손사
    - 계손비 (아들)

  - 계오 (형제)
  - 계방후 (형제)

## 같이 보기
- 공산불뉴
- 공자
- 노나라
- 맹의자
- 남궁도